# Vernis Martin
Il vernis Martin è una laccatura per mobili, sul tipo di quella cinese, inventata in Francia nel XVIII secolo dai fratelli Martin.

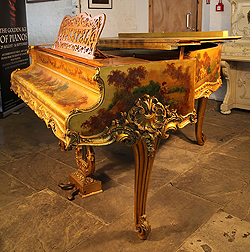
Pianoforte del 1903 in stile Luigi XV con lacche vernis Martin dipinte con scene pastorali

## Descrizione e storia
Le vernis Martin furono ideate in concorrenza con i pannelli laccati cinesi, che erano importati ed erano molto costosi. Lo stile Luigi XV aveva modificato il profilo dei mobili, in particolare le comode alla moda avevano i fianchi bombati, per cui i pannelli squadrati cinesi non erano utilizzabili. Questo tipo di verniciatura invece, a base di copale mescolato a una tinta di base - rosso Pompadour, verde, grigio, avorio, nero - con punteggiature in oro, aveva il vantaggio di essere utilizzabile sopra ogni superficie: liscia o bombata. La tecnica fu messa a punto nel 1728 dai fratelli Martin che ne detennero per venti anni il monopolio. La vernis Martin aveva il difetto di non resistere all'acqua e i mobili dovevano essere quindi protetti dall'umidità.
Era applicata a strati sovrapposti, quindi lasciata seccare e poi dipinta con paesaggi, con figure, con scene di genere. I decori sulle vernis Martin furono affidati a valenti pittori.  Questa laccatura fu anche utilizzata per raccordare pannelli di lacca cinese, fissati su mobili dal profilo mosso. Furono decorate con questa tecnica carrozze, copertine rigide di libri, portantine, spinette e pianoforti.

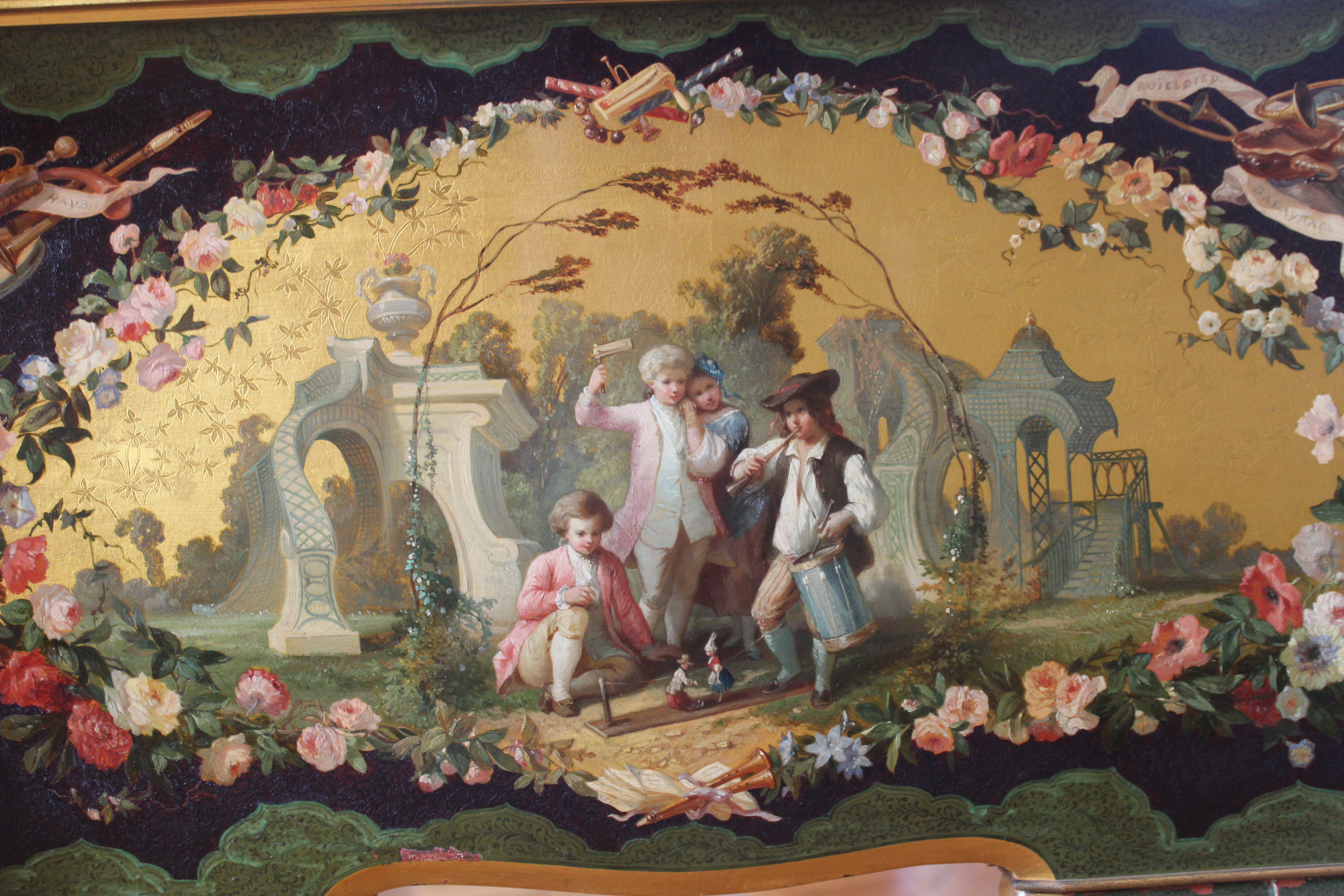
Pannello di un pianoforte Érard, Castello di Bizy, Vernon

La moda delle vernis Martin si protrasse nell'Ottocento e il mobile laccato e dipinto divenne una delle caratteristiche dello stile Napoleone III.
Un tipo di ventaglio, detto a vernis Martin, con le stecche laccate e decorate con paesaggi o con scene galanti e unite da un fiocco di seta o di pergamena, fu molto diffuso nel corso dell'Ottocento.
L'ebanista Mathieu Criaerd (1689-1776), discendente di una famiglia di ebanisti di origine fiamminga, nel 1742 ebbe da Adélaïde-Flore Belleville (1765–1838) - moglie di Charles De Wailly - la commessa di una commode e di una scrittoio, con decori a vernis Martin, in blu e in bianco. La comode si conserva al Louvre.

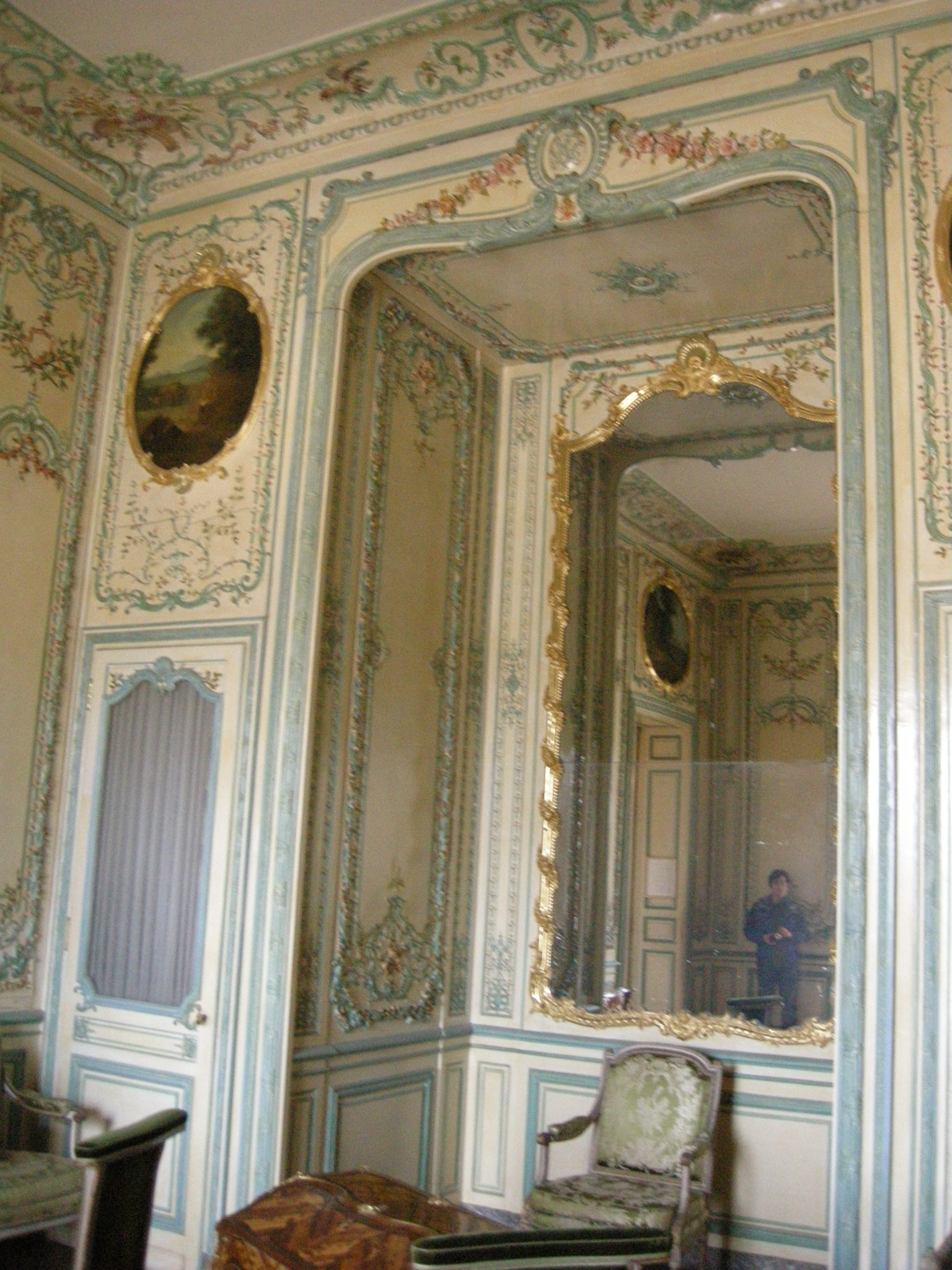
Castello di Versailles, studio del Delfino, pareti coperte da boiseries a vernis Martin

Nel 2014, dal 13 febbraio all'8 giugno, a Parigi, al Musée des arts décoratifs (Louvre) si è svolta la mostra Les secrets de la laque française. Le vernis Martin.